# Danny Namaso
Daniel Namaso Edi-Mesumbe Loader (Reading, Inglaterra, 28 de agosto de 2000), conocido deportivamente como Danny Namaso, es un futbolista camerunés que juega de delantero en el A. J. Auxerre de la Ligue 1. Es internacional absoluto con Camerún desde 2025.

## Trayectoria
Nació en Reading, y comenzó su carrera en el equipo juvenil del Wycombe Wanderers F. C. antes de incorporarse al equipo sub-13 del club de su ciudad natal Reading F. C. en 2012. Estudió en Leighton Park School y luego en The Forest School. En 2016 ganó el trofeo Maurice Edelston Memorial al mejor escolar de la academia del club. En el verano de 2016 comenzó una beca de dos años, pero rápidamente fue ascendido a la selección sub-23 después de varios partidos y llegó a representar al equipo en la campaña del EFL Trophy. Debutó como profesional con el primer equipo a los dieciséis años, en agosto de 2017, entrando como sustituto de Leandro Bacuna en la prórroga de la victoria por 3-1 ante el Millwall F. C. en la Copa de la Liga. De este modo, se convirtió en el tercer jugador del Reading que debuta con menos de 17 años. A finales de mes firmó su primer contrato profesional al cumplir los 17 años. Prolífico en el equipo juvenil, se le dio una oportunidad en el primer equipo a las órdenes de José Manuel Gomes y se convirtió en el jugador más joven del Reading en alcanzar los 20 partidos. El 27 de abril marcó su primer gol con el primer equipo contra el Middlesbrough F. C.. Estuvo a punto de fichar por el Wolverhampton Wanderers F. C. antes de que los Wolves se retiraran del fichaje debido a que el Reading subió el precio en el último momento. Unos días más tarde marcó el penalti de la victoria en la segunda ronda de la Copa de la Liga contra el Wycombe Wanderers F. C..
El 20 de agosto de 2020 el F. C. Porto anunció su fichaje para el F. C. Porto "B", con un contrato de dos años. En su primera temporada disputó 32 partidos con el equipo de reserva, y terminó con 8 goles, la mayor cifra del equipo. Comenzó la temporada siguiente con el Porto "B", y fue convocado por primera vez para un partido de liga contra el Boavista F. C. el 30 de octubre. Salió del banquillo al final del partido para sustituir al delantero centro Evanilson, y marcó en el tiempo añadido, sellando la victoria por 4-1.

## Selección nacional
Es elegible para representar a Inglaterra, Camerún y Nigeria. Ha representado a Inglaterra en las categorías sub-16, sub-17, sub-18 y sub-19. Formó parte de la selección que se proclamó subcampeona de España en el Campeonato Europeo Sub-17 de la UEFA 2017 celebrado en mayo en Croacia. En total, participó en cinco ocasiones en el torneo.
En septiembre de 2017 fue convocado a la selección Inglaterra sub-17 para la Copa Mundial de Fútbol Sub-17 de 2017. Marcó dos goles en un partido de la fase de grupos contra Irak y salió del banquillo en el partido de cuartos de final contra Estados Unidos. No participó en la final en la que Inglaterra derrotó a España para levantar el trofeo.
En septiembre de 2018 marcó dos goles con la selección sub-19 de Inglaterra contra Países Bajos.
El 28 de mayo de 2019 fue convocado con la Inglaterra sub-20 para el Torneo Esperanzas de Toulon de 2019. Marcó su primer gol con el grupo de edad sub-20 en su novena aparición; una victoria por 3-0 contra Islandia sub-21 en el Wycombe Wanderers F. C. el 19 de noviembre de 2019.

## Estadísticas

### Clubes
Actualizado al último partido disputado el 7 de noviembre de 2024.
| Club                     | Div.          | Temporada     | Liga  | Liga  | Copas nacionales | Copas nacionales | Copas internacionales | Copas internacionales | Total | Total |
| Club                     | Div.          | Temporada     | Part. | Goles | Part.            | Goles            | Part.                 | Goles                 | Part. | Goles |
| ------------------------ | ------------- | ------------- | ----- | ----- | ---------------- | ---------------- | --------------------- | --------------------- | ----- | ----- |
| Reading F. C. Inglaterra | 2.ª           | 2017-18       | 0     | 0     | 1                | 0                | ―                     | ―                     | 1     | 0     |
| Reading F. C. Inglaterra | 2.ª           | 2018-19       | 21    | 1     | 1                | 0                | ―                     | ―                     | 22    | 1     |
| Reading F. C. Inglaterra | 2.ª           | 2019-20       | 7     | 0     | 5                | 1                | ―                     | ―                     | 12    | 1     |
| Reading F. C. Inglaterra | Total club    | Total club    | 28    | 1     | 7                | 1                | 0                     | 0                     | 35    | 2     |
| F. C. Porto "B" Portugal | 2.ª           | 2020-21       | 32    | 8     | ―                | ―                | ―                     | ―                     | 32    | 8     |
| F. C. Porto "B" Portugal | 2.ª           | 2021-22       | 31    | 14    | ―                | ―                | ―                     | ―                     | 31    | 14    |
| F. C. Porto "B" Portugal | Total club    | Total club    | 63    | 22    | 0                | 0                | 0                     | 0                     | 63    | 22    |
| F. C. Porto Portugal     | 1.ª           | 2021-22       | 1     | 1     | 1                | 0                | 0                     | 0                     | 2     | 1     |
| F. C. Porto Portugal     | 1.ª           | 2022-23       | 22    | 3     | 11               | 4                | 3                     | 0                     | 36    | 7     |
| F. C. Porto Portugal     | 1.ª           | 2023-24       | 16    | 1     | 7                | 1                | 3                     | 0                     | 26    | 2     |
| F. C. Porto Portugal     | 1.ª           | 2024-25       | 9     | 2     | 3                | 0                | 3                     | 0                     | 15    | 2     |
| F. C. Porto Portugal     | Total club    | Total club    | 48    | 7     | 22               | 5                | 9                     | 0                     | 79    | 12    |
| Total carrera            | Total carrera | Total carrera | 139   | 30    | 29               | 6                | 9                     | 0                     | 177   | 36    |

## Palmarés

### Títulos nacionales
| Título                      | Club        | País     | Año  |
| --------------------------- | ----------- | -------- | ---- |
| Supercopa de Portugal       | F. C. Porto | Portugal | 2022 |
| Copa de la Liga de Portugal | F. C. Porto | Portugal | 2023 |
| Copa de Portugal            | F. C. Porto | Portugal | 2023 |
| Copa de Portugal            | F. C. Porto | Portugal | 2024 |
| Supercopa de Portugal       | F. C. Porto | Portugal | 2024 |

### Títulos internacionales
| Título                        | Club (*)          | País  | Año  |
| ----------------------------- | ----------------- | ----- | ---- |
| Copa Mundial de Fútbol Sub-17 | Inglaterra sub-17 | India | 2017 |